# Cyrtandra jonesii
Cyrtandra jonesii är en tvåhjärtbladig växtart som först beskrevs av F. Brown, och fick sitt nu gällande namn av Margaret Clark Gillett. Cyrtandra jonesii ingår i släktet Cyrtandra och familjen Gesneriaceae. Inga underarter finns listade i Catalogue of Life.